# (9054) Hippocastanum
(9054) Hippocastanum es un asteroide perteneciente al cinturón de asteroides descubierto por Eric Walter Elst el 30 de diciembre de 1991 desde el Observatorio de la Alta Provenza, Francia.

## Designación y nombre
Hippocastanum recibió al principio la designación de 1991 YO.
Posteriormente, en 1999, se nombró por las hipocastanáceas, una familia de plantas arbóreas.

## Características orbitales
Hippocastanum orbita a una distancia media de 2,622 ua del Sol, pudiendo acercarse hasta 2,126 ua y alejarse hasta 3,118 ua. Su excentricidad es 0,1891 y la inclinación orbital 14,33 grados. Emplea en completar una órbita alrededor del Sol 1551 días. El movimiento de Hippocastanum sobre el fondo estelar es de 0,2321 grados por día.

## Características físicas
La magnitud absoluta de Hippocastanum es 13,2.